# Cristian Nasuti
Cristian Javier Nasuti (ur. 6 września 1982 w San Martín) – argentyński piłkarz występujący na pozycji obrońcy w Lorce.